# Aurore Tourneur
Aurore Tourneur (Bergen, 22 juni 1980) is een Belgisch politica voor Les Engagés.

## Biografie
Tourneur werd beroepshalve lerares en daarna was ze van 2016 tot 2024 directrice van het Institut Saint-Joseph in La Louvière.
Voor het toenmalige cdH werd ze in oktober 2006 verkozen tot gemeenteraadslid van Estinnes. Van 2009 tot 2012 was ze eerste schepen van de gemeente en sinds 2012 is ze er burgemeester.
Sinds mei 2022 is Tourneur binnen Les Engagés algemeen afgevaardigde voor Wallonië, waarbij ze de werking van de Waalse afdelingen van de partij coördineert.
Bij de federale verkiezingen van juni 2024 werd ze vanop de tweede plaats van de kieslijst van haar partij verkozen tot lid van de Kamer van volksvertegenwoordigers voor de kieskring Henegouwen. Tourneur ging er zetelen in de commissies Mobiliteit en Overheidsbedrijven en Sociale Zaken, Werk en Pensioenen en is er sinds februari 2025 fractievoorzitter voor haar partij.
Tourneur ging tevens verschillende bestuursmandaten bekleden. Van 2012 tot 2017 was ze bestuurder bij SOWAER, de Waalse luchtvaartmaatschappij, en sinds 2017 is ze lid van de raad van bestuur van de Waalse watermaatschappij SWE, waarvan ze van 2017 tot 2024 voorzitter was. Daarnaast zetelde ze van 2013 tot 2017 in het bestuur van de UVCW, de Waalse vereniging van steden en gemeenten, en was ze van 2013 tot 2025 vicevoorzitter van de Communauté Urbaine du Centre, vanaf 2023 Centropôle, het samenwerkingsorgaan van twaalf steden en gemeenten in de Centrestreek. Sinds 2025 is ze voorzitter van deze instantie. 